# 39
Aquesta pàgina és per a l'any. Per al nombre, vegeu trenta-nou.

## Esdeveniments
Països Catalans
Resta del món
- Domici Afer i Calígula són cònsols.
- Herodes I Agripa, rei de Judea, acusa a Herodes Antipas de conspiració contra Calígula. Antipas és exiliat Agripa i rep el seu territori.[1]
- Calígula ordena una estàtua de si mateix al Temple de Jerusalem.
- Les germanes Trung resisteixen a la Xina davant les influències del Vietnam.

## Naixements
Països Catalans
Resta del món
- 3 de novembre, Còrdova: Marc Anneu Lucà, poeta romà.
- 30 de desembre: Tit Flavi Sabí Vespasià, Emperador romà (79-81).[2]

## Necrològiques
Països Catalans
Resta del món
- Sèneca el Vell, retòric cordovès.